# Старобългарска литература
Старобългарска литература се нарича този дял и период на българската литература, който е начален за нея и който обхваща периода IX-XVIII в., като някои изследователи разглеждат и по-ранни явления и текстове, писани на други езици или с други азбуки и знаци. Тя се разпространява в ръкопис, разграничава се и дори съзнателно се противопоставя на устната словесност (фолклора), за който може да се съди само по косвени данни и по-късни записи.
Зараждането на старобългарската литература е свързано с официалното приемане на християнството като държавна религия в България, както и християнизацията на другите славянски държави, където за богослужебни нужди тя бива преписвана и донасяна.

## Характеристики
Постепенно се очертават три големи слоя в българската средновековна словесност:
- висока религиозна книжнина,
- ниска (народна) литература и
- устна (фолклор).

Старата българска литература е предимно преводна, но съществуват и оригинални произведения. Всъщност през Средновековието, особено в по-ранните му периоди институцията на автора не е изградена и трудно може да се разграничи доколко един текст е авторски, превод или преработка на по-ранен текст. Много от произведенията не са подписвани, при други по-късни преписващи са пропускали или променяли името на първоначалния автор. Книжовниците имат амбицията да следват големите образци, а не толкова да създадат нещо оригинално и непознато. Средновековната книжнина е пряко свързана с християнската религия и нейния ритуал.
Важно разграничение в рамките на религиозната книжнина е делението на канонична (призната от църквата) и апокрифна литература, към която се отнасят и книгите на еретиците, на първо място – богомилите. Книгите на еретиците са забранявани със специални законодателни актове (индекси) и поради това са запазени в малко екземпляри. За тях се съди главно по полемичните антиеретически писания.
Средновековната книжнина е литература в един специфичен смисъл, различен от представите, изградени в Новото време. Основните жанрове на старобългарската литература са житието, похвалното слово и пр. Успоредно с религиозната книжнина се развива и светска, която е по-ограничена и има историографски, правен, естественонаучен характер. Съществуват отделни естественонаучни трудове, главно преводни. Важен, макар и не особено богато разработен дял е историческата книжнина, при която също доминират преводните текстове. Сравнително по-разгърнати са различни други повествователни текстове, определяни и като белетристика. Една част от тях имат религиозен характер, напр. т.нар. патерични разкази, а други – светски – напр. преводите на Александрията. Изследователите говорят и за старобългарска поезия и разграничават два нейни типа – декламационна и песенна. Към втория тип се отнася и най-богато развития жанр религиозен химн.

## История и развитие
Началото на старата българска литература се свързва с делото на Кирил и Методий и техните оригинални и преводни произведения, сред които основно място заема превода на Библията. След смъртта им в българските земи пристигат техните ученици, които създават Преславската книжовна школа и Охридската книжовна школа. Друго важно явление в средновековната българска литература е Търновската книжовна школа, средищна фигура в нея е патриарх Евтимий. Последното значително средновековно книжовно явление е Софийската книжовна школа от ХVI в.
След падането на България под османска власт и особено след отнемането на църковната независимост българската литература губи поддръжката на държавата и на църквата и се променя значително. Рязко намаляват текстовете от високите жанрове, увеличава се дялът на народната (включително и апокрифна) книжнина, както и на фолклора.

### Възникване
Истинското раждане на старобългарската литература започва с официалното приемане на християнството като държавна религия в България. Нейният характер не би могъл да бъде разбран, ако не се има предвид това събитие.
Старобългарската литература е християнска, защото главният подтик за нейното създаване, нейните смисли, образи, послания идват от християнската култура, тя отразява християнския мироглед и догматика (т.е. християнската система от вярвания и схващания). Старобългарската литература възниква като книжовна продукция, без която изповядването на християнството на български език, а по-късно заедно с нейното разпространение и на другите славянски езици е невъзможно. Тъй като същността на всяка религия е изложена определени сказания, които се предават устно, или в религиозната литература, когато тези сказания и други видове текстове бъдат записани (под формата на текст), напр. както в античните религии, така и в християнството съществуват молитви, чрез които се осъществява връзката между вярващия и Бог, също има произведения, предназначени за религиозните ритуали и служения, разкази за боговете и пораждането на света и човека, и т.н., ето защо първите текстове, които възникват на старобългарски език, са преводи на най-важните богослужебни книги.
Тъкмо поради този факт, пораждането на старобългарската литература е свързано с ред събития, станали извън пределите на България: мисията на братята Кирил и Методий в Централна Европа, в Моравия и Панония.
Когато говорим за създаването на българската литература, трябва да имаме предвид, че тя се крепи на два фактора: език и писмо – т.е. на писането с българска азбука на български език, а по-късно използването на старобългарската азбука като основа за създаването на книжнините на други славянски страни. Азбуката и първите книги на старобългарски са създадени от солунските братя Кирил и Методий. Те са изпратени от византийския император Михаил III (842 – 867) да проповядват християнството и да организират богослужебната практика в Моравия през 863 г., като носят със себе си най-необходимите богослужебни книги, написани на оригиналното писмо, създадено от братята: глаголица и преведени на солунското славянско наречие, отразяващо основните белези на българския език през IX век, тъй като това е и езикът, говорен в пределите на България. През IX век славяните в различни краища на Европа говорят един общ език с някои местни разлики, които не са пречка за взаимното им разбиране. В Моравия върху езика на първите преводи оказва влияние и местното, моравско наречие. След идването на Кирило-Методиевите ученици в България влияние оказват особености, характерни за говора на книжовниците в Преслав.
Азбуката, която създават двамата братя, глаголицата е съобразена със звуковия състав на славянската реч. Тя се оказва твърде различна от писменостите (по-специално гръцката и латинската), съществували през този период в Европа.
Възникнала като резултат от мисионерството на Кирил и Методий в Моравия, старобългарската книжовност се развива в България в съзвучие с политическите интереси на българските владетели.
Старобългарската литература е най-мощното оръжие за християнизация в България, тя се развива като резултат усилията на българските владетели да запазят политическа и културна самостойност и след приемане на християнството чрез налагането на старобългарската писменост. През 865 г. българският владетел Борис се покръства и обявява християнството за официална религия в своята държава.
До този момент съществуват няколко културни пласта, които без съмнение са имали своя устна словесност. Славянските племена, както и прабългарите, влезли в състава на новообразуваната държава, несъмнено са носители на свой езически фолклор, на устна народна култура. Той обаче не е бил записан, останал е незасвидетелстван през българското Средновековие, защото грамотните хора от тази епоха са били свързани главно с църквата – монаси, свещеници – и са използвали своите знания главно в областта на религията. Следи от езически представи можем да забележим в редица апокрифни творби, преводни и оригинални. В Западна Европа много от средновековните епически произведения на различни народи (епос, саги) са записани. Официалното богослужение в тези земи се е извършвало на латински език.
Освен това в миналото земите, в които обитават прабългари и славяни, са били част от Римската империя. Те са населявани от траки, гърци и римляни, носители на антична култура. Още в първите векове от разпространението на християнството в тези земи съществуват негови поддръжници, а след приемането му за официална религия в Римската империя процесът на християнизация и църковно строителство се задълбочава. При идването на славяните и прабългарите на Балканите те са в непрекъснат досег със съществуващата християнска култура по тези земи. Тези контакти са подпомогнали разпространението на християнството сред населението на новооснованата Българска държава.

## Отношения между писменост и култура
Много от основните понятия на християнството не са съществували в езика на славяните. Старобългарските книжовници са езикови строители. Те изковават нови думи на базата на славянски корени, които обогатяват старобългарския език. В старобългарския език от епохата на Първата българска държава се съдържат множество прабългаризми, които най-често отразяват понятия, свързани с политическото управление (боритаркан, чръгубоил и др.). Те показват, че административната структура на България в този период следва най-вече прабългарски модели. Множество думи от гръцки произход, които можем да открием в старобългарските паметници, показват непрекъснато взаимодействие със средновековната гръкоезична култура.

## Език и писмо в старобългарската култура
Когато старобългарската литература възниква, тя отразява едно уникално състояние за Европа през този период. Латинският език вече не е говорим език за нито една от народностите в Европа, а книжовният гръцки език се отличава от говоримия. Старобългарската литература през този период е единствената книжовна традиция, базирана на говорим език (солунското славянско наречие), при което се създава старобългарският, който е и езикът на старобългарската книжнина.

### Докирилска писменост
До идването на Кирило-Методиевите ученици в България прабългарите използвали своите руни – знаци, символи или „черти и резки“, както ги нарича старобългарският книжовник Черноризец Храбър. Те се употребяват с практическа цел, могат да имат магическа функция и да означават някои абстрактни понятия. Така например знакът IYI означава небе, но и върховното божество в прабългарския пантеон – Тангра. No evidence or artifacts to prove this claim.
Прабългарите са ни оставили множество каменни надписи, съобщаващи за военни действия, строителство, възпоменателни надписи. Те са били написани или на прабългарски, или на гръцки език, като и в двата случая се е използвало гръцко писмо.

### Константин-Кирил Философ
След приемането на християнството започват да се правят опити гръцкото писмо да се пригоди към българския език. През 862 – 863 г. Константин-Кирил Философ създава глаголическата азбука, на която са написани и най-ранните преводи на старобългарски език. Глаголическото писмо е оригинална звукова система, която до съвършенство следва звученето на старобългарския език. Кирил използва и знаци от различни други азбуки. Той вплита в буквите религиозна символика, като използва най-вече трите символа на християнството – кръст (символ на спасението от греховете чрез разпъването на Христос), кръг (символ на това, че Бог е без начало и край и е образ на съвършенството) и триъгълник (символ на християнския Бог в три лица Отец, Син и Св. Дух): Първата буква (а) наподобява кръст, така се внушава идеята, че това е християнско писмо, което идва от Бога и Бог е начало на всичко в света.
Глаголицата се разпространява в Моравия, България и Хърватско. Оригиналните творби от епохата на Първата българска държава са написани на глаголица.

### Ученици на Кирил и Методий
Когато Кирило-Методиевите ученици идват в Плиска, те стават свидетели на опитите българската реч да се нагоди към гръцкото писмо. Вследствие на тези опити възниква една азбука, която от почит към светия първоучител се нарича кирилица. Тя е основана на гръцко писмо, като са прибавени някои знаци, взети от прабългарските руни и от глаголицата. Кирилицата започва да употребява активно, защото мнозина духовници, навикнали с гръцкото писмо, са изпитвали затруднения при писането на глаголица. Първите кирилски ръкописи се появяват още в Х-XI век. Процесът на заменяне на глаголицата с кирилица протича по-бързо в североизточна България, и по-бавно в югозападните предели на България, тъй като там книжовните традиции, създадени от Климент Охридски, са много здрави. Следи от глаголицата се откриват в тази краища дори и през XIII век.
Кирилицата става основното писмо на старобългарската литература.

### Книжовници
| - Владислав Граматик - Димитър Кантакузин - Кирил и Методий - Матей Граматик - Поп Пейо | - Константин Преславски - Наум Преславски - Черноризец Храбър - Климент Охридски - Поп Йеремия - Йоан Екзарх - Йоасаф Бдински - Презвитер Козма |